# S106 (Amsterdam)
De S106 (stadsroute 106) is een verkeersweg in de Nederlandse gemeente Amsterdam. De S106 verbindt Lijnden via Osdorp, Slotervaart en het stadsdeel West met het centrum van Amsterdam (S100).
De S106 begint bij de aansluiting met de A9 en de N232. Vervolgens gaat de S106 de bebouwde kom van Lijnden en over de Lijnderbrug komt de weg in Amsterdam. De S106 passeert Osdorp aan de west- en noordkant via de Ookmeerweg en buigt vervolgens naar het zuiden af via de Meer en Vaart langs de Sloterplas. De S106 slaat daarna af richting het oosten via de Cornelis Lelylaan door Slotervaart en Overtoomse Veld. Hier is er een aansluiting op de Ring A10 (Einsteinweg).
De S106 gaat vervolgens via het Surinameplein en de Overtoom door de wijken Overtoomse Sluis en Helmersbuurt en eindigt op de centrumring S100 (Stadhouderskade).
Ringweg A10 (Ringweg-West, -Noord / -Oost / -Zuid)

Overige autosnelwegen:
voorheen Muiderstraatweg (A1) · 
Utrechtseweg (A2) · 
Haagseweg (A4) · 
Westrandweg (A5) · 
Coentunnelweg (A8) ·
Gaasperdammerweg (A9)

Stadsroutes:
S100 ·
S101 ·
S102 ·
S103 ·
S104 ·
S105 ·
S106 ·
S107 ·
S108 ·
S109 ·
S110 ·
S111 ·
S112 ·
S113 ·
S114 ·
S115 ·
S116 ·
S117 ·
S118

Overige wegen:
Gooiseweg ·
Haarlemmerweg ·
Nieuwe Leeuwarderweg ·
Nieuwe Utrechtseweg

Knooppunten:
Amstel ·
Coenplein ·
De Nieuwe Meer ·
Holendrecht ·
Watergraafsmeer